# 暗藍長足葉蜂
暗藍長足葉蜂（学名：Abeleses coeruleus）为葉蜂科長足葉蜂屬下的一个种。